# Марзой-Мохк
Марзой-Мохк (чечен. Марза, Марзойн-Мохк) — село в Веденском районе Чеченской Республики. Входит в состав Гунинского сельского поселения.

## География
Село расположено в междуречье рек Булк и Бох-Джага, в 22 км к северо-востоку от районного центра Ведено.
Ближайшие населённые пункты: на севере — село Джагларги, на северо-западе — село Ники-Хита, на северо-востоке — Регита, на юге — село Гуни, на востоке — село Ачирешки, на западе — село Сержень-Юрт, на юго-западе — сёла Хаджи-Юрт и Беной.

## История
Марзой-Мохк — село на северной стороне села Гуни и основано переселенцами из этого села, на своих пастбищных угодьях.
В 1920-х годах село превратилось в довольно крупный населённый пункт. Оно растянулось вдоль горного отрога на расстояние 3-4 километра. В составе села появились хутора — Верхний (чечен. Лакха кӏотар) и Нижний (чечен. Лаха кӏотар), где в основном поселялись новые переселенцы из Гуни, Хажи-аула и Чеберлоя.
Во время депортации чеченцев 1944 года село было полностью разрушено, а территория заброшена. После восстановления ЧИ АССР заселять его первоначально не разрешали, но в итоге населённый пункт был вновь восстановлен.
В 1958 году в селе появилась начальная школа. В это же время в селе появился клуб и небольшая библиотека. Позднее в центре села построили школу. В середине 1960-х годов школа стала восьмилетней.
Электричество в село провели в начале 1970-х годов, газ в 2014-м. В 2007 г. за счет личных средств некоторых жителей Марзой-Мохка в селе провели водоснабжение.  

## Население
| 1990 | 2002 | 2010 |
| ---- | ---- | ---- |
| 405  | ↘337 | ↗576 |

## Ислам
В селе действует одна мечеть.